# Algoritmo de planificación
Un algoritmo de planificación se utiliza para calcular los recursos que consume otro algoritmo o conjunto de algoritmos (programa) al realizar una determinada tarea. Ej: Tiempo de finalización, porcentaje de utilización de la CPU, etc.)
- Datos: Q2918500